# Acteocina canaliculata
Acteocina canaliculata är en snäckart som först beskrevs av Thomas Say 1826.  Acteocina canaliculata ingår i släktet Acteocina och familjen Cylichnidae. Inga underarter finns listade i Catalogue of Life.